# كرمان (محافظة)

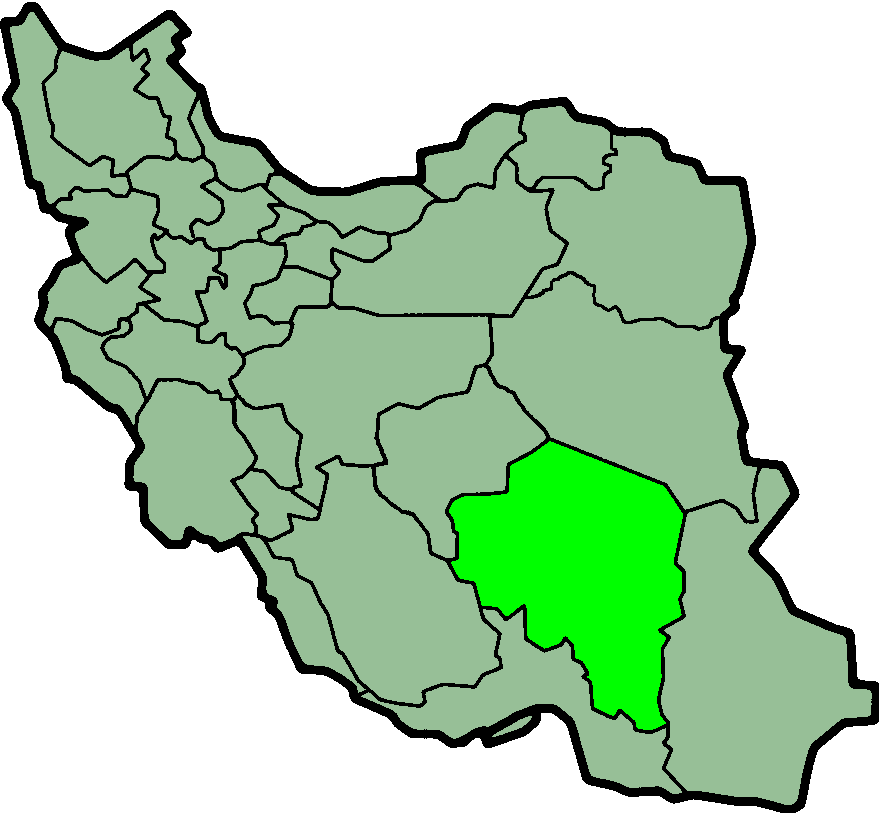

محافظة كرمان هي إحدى محافظات إيران الإحدى والثلاثين، تقع في جنوب شرقي البلاد وعاصمتها مدينة كرمان.
يبلغ عدد سكان المحافظة حوالي 3.5 ملايين نسمة؛ تعد المحافظة أكبر محافظة أو ثاني أكبر محافظة من ناحية المساحة في إيران حيث تصل مساحتها لـ 181,714 كم²، من مدنها مدينة بم ومدينة ميمند وكلاهما مُدرجتان على لائحة التراث العالمي.

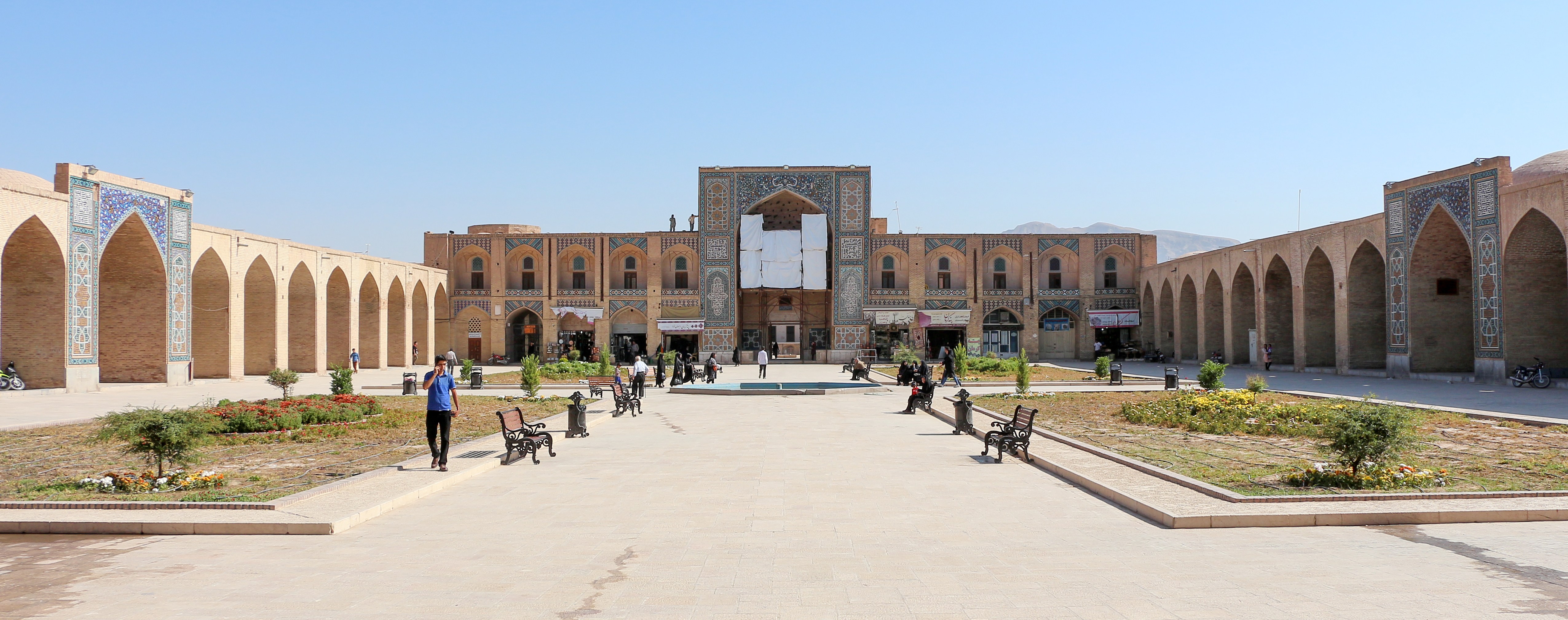
مجمع غنجعلی خان في کرمان

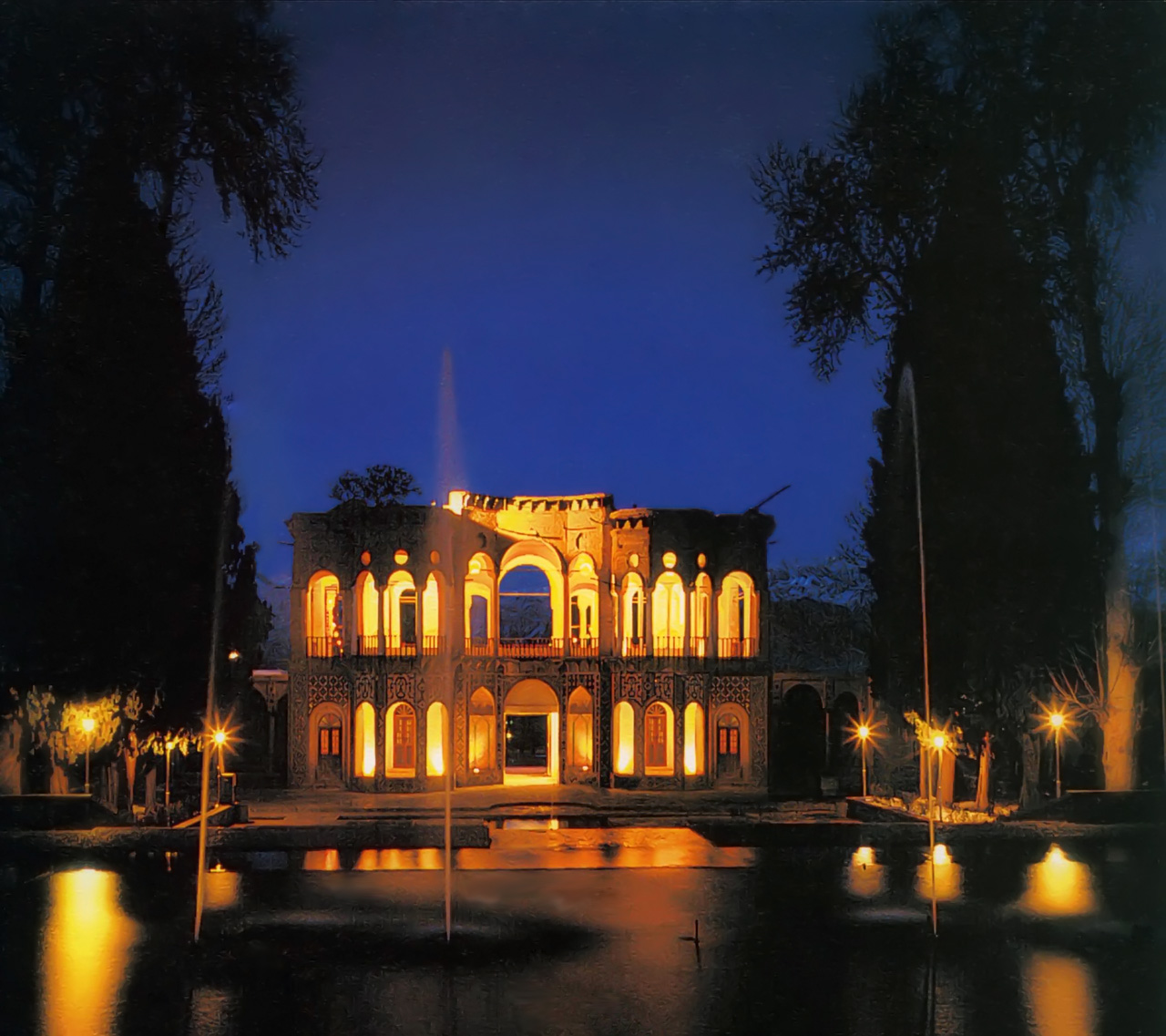
حدیقة شازده ماهان، کرمان

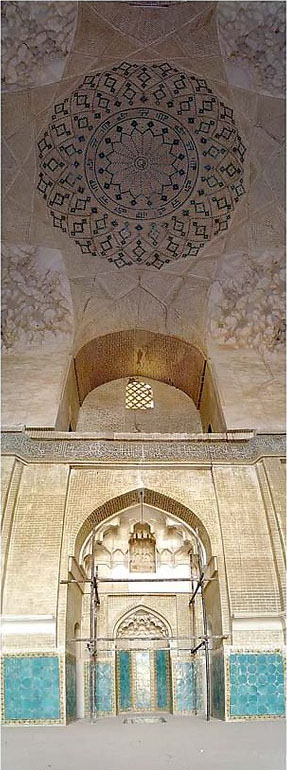
جامع مالک في کرمان

## التاريخ والثقافة
تعتبر محافظة كرمان جنة لعلماء الأحافير بسبب وفرة حفريات الفقاريات من مختلف العصور الجيولوجية.
اشتق اسم كرمان من اسم أحد الفروع العشرة الرئيسية للفرس الذين أتوا إلى جنوب إيران. كانت الفروع الرئيسية للفرس: باسارجادي، معرفي، كرماني، ماسبي، بانتيالي، ديروسي، داي، ماردي، دروبيكي وساغارتي. كانت كرمان خلال الفترة الأخمينية تعتبر جزءًا كبيرًا من مدينة (مرزبانية) من بلاد فارس.
أغا محمد خان قاجار أعمى عدداً من الناس في كرمان. أرسل ألف شاب من هذه المحافظة إلى طهران بقيادة مرتضى غولي خان كرماني، ثم نفاهم إلى مياندوآب وسراب وبعض المناطق الأخرى من أذربيجان. بعد عدة أجيال، تم تفكيك هؤلاء الكرمانيين في سكان هذه المدن، ولكن في مياندواب، حتى فترة ماضية، كانت هناك أحياء تسمى أحياء كرمانية، سيرجاني، زرند، راهبر ولك.
تثبت قلعة دوختر و قلعة أردشير من العصر الساساني في شرق مدينة كرمان الحالية، والتي لا تزال أطلالها قائمة، أنه على الأقل في زمن أردشير بابكان في هذا المكان، كانت هناك مدينة أو قلاع مهمة. يعتقد مؤلف كتاب جغرافيا كرمان أنه في حوالي عام 220 بعد الميلاد، عندما غزا أرديشير كرمان، كان هذا المكان يسمى غوشير وكانت عاصمة محافظة كرمان. وفقاً لهيرودوت، كرمانيا هي واحدة من إثني عشر قبيلة في إيران والرابع عشر المرزبانية (دارا) تشمل محافظة كرمان. وبحسب الروايات الأسطورية، أعطى كيخسرو كرمان ومكران إلى رستم، كما أنها تشير إلى حكم بهمن على هذه المنطقة. هزم الحكم البارثي وعين ابنه، الذي كان يسمى أيضًا أردشير، ليحكم كرمان.

## الجغرافيا
ارتفاعات المقاطعة ومرتفعاتها هي استمرار لسلاسل الجبال المركزية في إيران. وهي تمتد من الطيات البركانية التي تبدأ في أذربيجان وتنتهي في بلوشستان بالتفرع في الهضبة الوسطى لإيران.

## عدد سكان
يبلغ عدد سكان المحافظة حوالي 3.5 ملايين نسمة؛

## محافظة كرمان الكبرى
كان إقليم كرمان يحده من الشرق بلوشستان ومن الشمال خراسان ومن الغرب بلاد فارس ومن الجنوب البحر الفارسي. تعتبر كرمان من أفضل الدول وأكثرها ازدهارًا في إيران خلال العصر السلجوقي. تحتوي هذه الأرض على نوعين من المناخات الاستوائية والباردة، ولكن المناطق الباردة في كرمان تكون أكثر دفئًا من المناطق الباردة في فارس، حوالي ربع كرمان. نظرًا لأن مقاطعة كرمان غالبًا ما تتكون من مناطق استوائية، فإن سكانها هم من الخضر والنحفاء.
في القرن الرابع، قسّم المقدسي كرمان إلى خمس مقاطعات: أولها بلاد فارس، بردسير (كرمان الحديثة)، نرماشير، سيرجان، بم، ثم جيروفت.

## المقاطعات
مقاطعات محافظة كرمان هي مقاطعة بافت ومقاطعة بردسير ومقاطعة بم ومقاطعة جيروفت ومقاطعة رفسنجان ومقاطعة زرند ومقاطعة سيرجان ومقاطعة شهر بابك ومقاطعة كرمان ومقاطعة كهنوج ومقاطعة قلعة غنج ومقاطعة منوجان ومقاطعة رودبار جنوب ومقاطعة عنبر أباد ومقاطعة رابور ومقاطعة ريغان ومقاطعة أرزوئية ومقاطعة فهرج ومقاطعة فارياب ومقاطعة راور.

## عوامل الجذب
تشمل مناطق الجذب الطبيعية الينابيع الحرارية والمعدنية والمناطق الترفيهية والمساحات الخضراء والارتفاعات والقمم والبحيرات وحمامات السباحة والمناطق المحمية والمعالم الصحراوية الخاصة للباحثين عن المغامرة.